# Sisaque (epônimo)
Sisaque (em armênio: Սիսակ; romaniz.: Sisak) foi um ancestral lendário da família principesca Siuni, também chamada siúnida. O historiador armênio Moisés de Corene afirma que era irmão de Harmai, filho de Gelâmio e um descendente do patriarca lendário dos armênios, Haico. Gelâmio residia perto do lago Sevã, na vila de Guelarcuni (Gełarkuni), quando Sisaque nasceu. Sisaque foi descrito por Moisés como orgulhoso e agradável, bonito, eloquente e hábil com o arco. Quando Gelâmio morreu, os territórios que abrangiam as áreas do Sevã e do rio Araxes foram habitadas por Sisaque.
A região foi nomeada Sisacã (Սիսական, Sisakan) após sua morte, e sua descendência foi chamada siúnida (Սյունիներ) ou sisáquida (Սիսակյաններ). Após a Armênia introduzir o sistema de divisões administrativas conhecidas como ascares (províncias) no século III a.C., foram confirmados pelo rei Valarsaces I como senhores da província de Siunique/Siúnia.
O historiador Robert H. Hewsen afirma que:
| “ | Sisaque [...] pode apenar ser outro epônimo, e um tardio. Diz-se que Sisaque teria sido o ancestral dos príncipes de Siunique, uma província na fronteira sul de Guelacuni. Foi chamado Sisacã pelos sassânidas (que governaram a Pérsia de 226 a 637); este termo era desconhecido à historiografia armênia antes do século VII e foi usada pela primeira vez por um escrito sírio apenas no século VI. | ” |